# 완전 입방진
입방진 중 완전 입방진(完全立方陣) 또는 완전 입체마방진(完全立體魔方陣, 영어: perfect magic cube)은 수학에서 가로줄, 세로줄, 높이줄, 3개의 입체대각선, 각 단면의 면대각선의 합이 마법 상수로 동일한 3차원 입방진이다.
1차인 완전 입방진은 자명하지만, 2~4차는 존재하지 않음이 증명되었다. 5차 및 6차인 완전 입방진은 월터 트럼프와 크리스천 보여가 각각 2003년 11월 13일과 9월 1일에 발견하였다. 7차인 완전 입방진은 A. H. 프로스트가 1866년에 제시하였고, 1875년 3월 11일 킨시나티 커머셜 신문에 8차를 구스타부스 프랑켄슈타인이 찾았다는 기사가 실렸다. 9차와 11차인 완전 입방진도 발견되었으며, 10차를 1988년 중국의 리 웬(Li Wen)이 찾아서 발표했다.

## 다른 정의
존 로버트 헨드릭스(John R. Hendricks)는 완전 입방진을 새롭게 정의 내렸다. 이에 따르면 완전 입방진이란, 차수와 같은 길이의 칸들을 지나는 가능한 모든 선분의 합이 마법 상수으로 동일한 입방진을 말한다. 이를 따로 나식 초입방체 마방진(Nasik magic hypercube)이라고도 한다. 모든 선분 위의 수들의 합이 동일한 범대각선 입방진을 '완전'하다고 표현했으므로, 혼동을 피하기 위함이었다.
같은 논리를 모든 차원의 초입방체에서도 적용할 수 있다. 간단히 말해 m차의 초입방체 마방진에서 m개의 칸을 잇는 모든 선분의 합이 마법 상수로 동일하면 '완전'하다. 이때 이 초입방체 마방진에 포함된 더 낮은 차원의 초입방체 마방진도 완전하다는 성질이 있다. 하지만 첫 정의를 따른다면 이 성질은 나타나지 않으며, 사각형 단면이 범마방진이 아니어도 된다. 예를 들어 8차인 입체 마방진은 옛 정의를 따른다면 선분 224개, 새 정의라면 선분 832개 위의 수들의 합이 동일해야 한다.
가장 차수가 낮은 완전 입방진은 8차이며, 홀수의 2배 꼴의 차수라면 존재하지 않는다.
가브리엘 아르누는 1887년 17차인 완전 입방진을 구성했다. F. A. P. 바너드는 8차 및 11차인 완전 입방진을 1888년 발표했다.
존 로버트 헨드릭스의 현대적인 정의에 따르면 사실 입방진은 여섯 종류가 있다. 이는 단순 입방진, 범입체대각선 입방진, 대각선 입방진, 범입체대각선 대각선 입방진, 범대각선 입방진, 완전 입방진이다.

## 예시
1. 토마스 크레이흐스만(Thomas Krijgsman)이  1982년 제안한 4차 완전 입방진. 마법 상수는 130.
| 32 | 5  | 52 | 41 |
| 3  | 42 | 31 | 54 |
| 61 | 24 | 33 | 12 |
| 34 | 59 | 14 | 23 |

| 10 | 35 | 22 | 63 |
| 37 | 64 | 9  | 20 |
| 27 | 2  | 55 | 46 |
| 56 | 29 | 44 | 1  |

| 49 | 28 | 45 | 8  |
| 30 | 7  | 50 | 43 |
| 36 | 57 | 16 | 21 |
| 15 | 38 | 19 | 58 |

| 39 | 62 | 11 | 18 |
| 60 | 17 | 40 | 13 |
| 6  | 47 | 26 | 51 |
| 25 | 4  | 53 | 48 |

2. 월터 트럼프와 크리스천 보여가 2003년 11월 13일 제안한 5차 완전 입방진. 마법 상수는 315.
| 25  | 16  | 80  | 104 | 90  |
| 115 | 98  | 4   | 1   | 97  |
| 42  | 111 | 85  | 2   | 75  |
| 66  | 72  | 27  | 102 | 48  |
| 67  | 18  | 119 | 106 | 050 |

| 91  | 77  | 71  | 6   | 70  |
| 52  | 64  | 117 | 69  | 13  |
| 30  | 118 | 21  | 123 | 23  |
| 26  | 39  | 92  | 44  | 114 |
| 116 | 17  | 14  | 73  | 95  |

| (47) | (61) | 45 | (76) | (86) |
| 107  | 43   | 38 | 33   | 94   |
| 89   | 68   | 63 | 58   | 37   |
| 32   | 93   | 88 | 83   | 19   |
| 40   | 50   | 81 | 65   | 79   |

| 31  | 53  | 112 | 109 | 10  |
| 12  | 82  | 34  | 87  | 100 |
| 103 | 3   | 105 | 8   | 96  |
| 113 | 57  | 9   | 62  | 74  |
| 56  | 120 | 55  | 49  | 35  |

| 121 | 108 | 7   | 20  | 59  |
| 29  | 28  | 122 | 125 | 11  |
| 51  | 15  | 41  | 124 | 84  |
| 78  | 54  | 99  | 24  | 60  |
| 36  | 110 | 46  | 22  | 101 |

## 같이 보기
- 반완전 입방진
- 입방진의 종류(영어판)
- 나식 초입방진(영어판)
- 존 로버트 헨드릭스(영어판)